# Peuzelaarsteeg

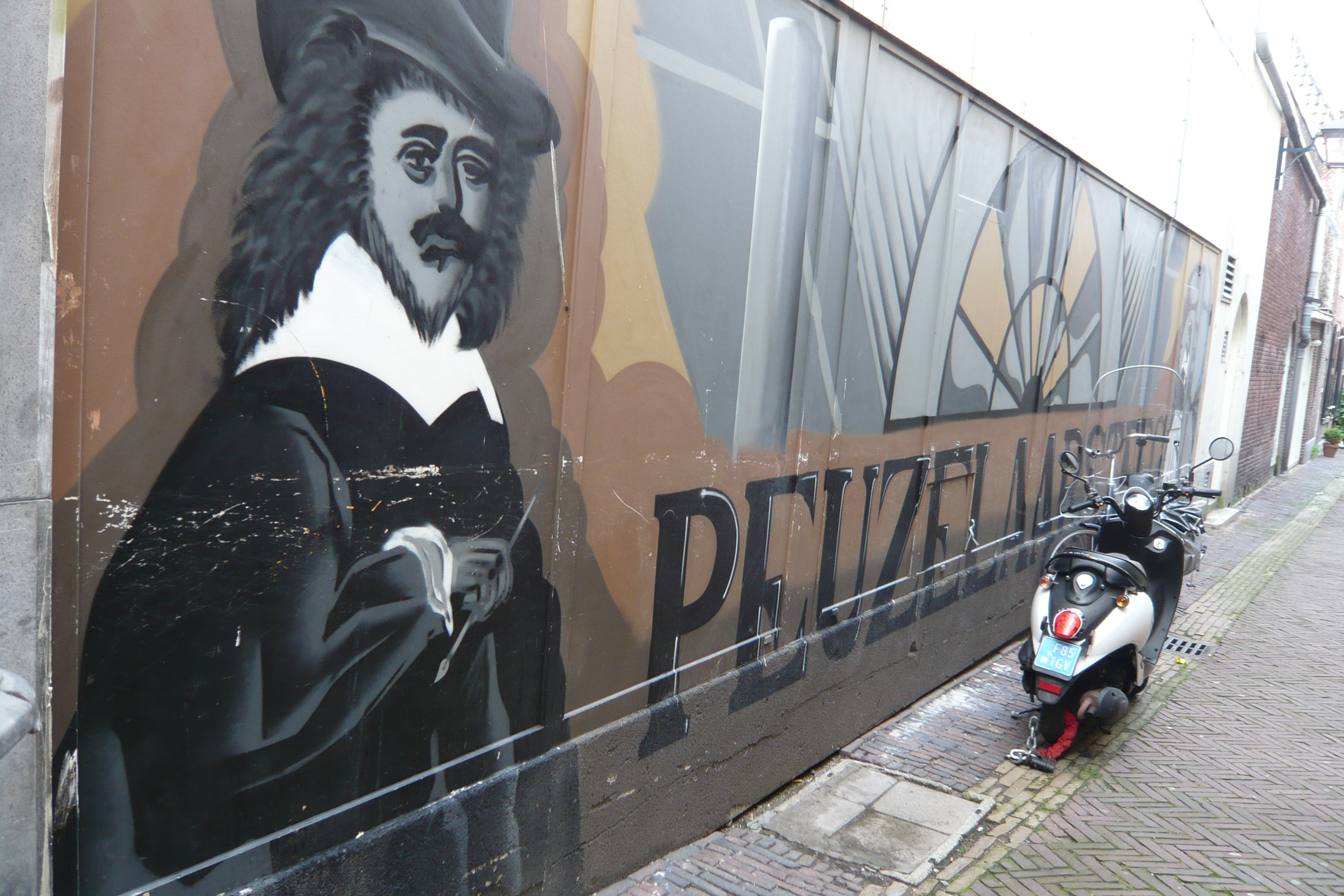
Een muur in de Peuzelaarsteeg beschilderd met het portret van Frans Hals

De Peuzelaarsteeg is een steeg in de Binnenstad van Haarlem. De steeg verbindt de Grote Houtstraat met de Frankestraat.
De steeg is bekend als de straat waar de Nederlandse kunstschilder Frans Hals heeft gewoond, de precieze locatie is onbekend. De steeg veranderde in de 17de eeuw door de bouw van de Grote Vermaning een schuilkerk van de doopsgezinden.

## Monumenten
Peuzelaarsteeg 3 betreft een rijksmonument. Peuzelaarsteeg 16 en 18 zijn gemeentelijke monumenten.